# بن بکر
بن بکر (آلمانی: Ben Becker؛ زادهٔ ۱۹ دسامبر ۱۹۶۴) یک هنرپیشه اهل آلمان است.
از فیلم‌هایی که وی در آن نقش داشته است، می‌توان به یکشنبه غم‌انگیز و هابرمان اشاره کرد.